# Joseph Zimet
Pour les articles homonymes, voir Zimet.
Joseph Zimet (né le 24 juin 1973 à Paris) est un haut fonctionnaire français.
Il a été le conseiller chargé de l'aide publique au développement et de l'Afrique au cabinet du ministre Jean-Marie Bockel, qu'il a suivi au secrétariat d'État à la Défense et aux Anciens combattants après le remaniement de mars 2008. En 2012, il est nommé directeur général du GIP Mission interministérielle du centenaire de la Première guerre mondiale, fonction qu’il occupe jusqu’en juillet 2019. En août 2019, il est nommé directeur de la communication de la Présidence de la République et conseiller communication du président de la République Emmanuel Macron. De 2020 à 2022, il est préfet de la Haute-Marne. Depuis mars 2022, il coordonne l’accueil des réfugiés ukrainiens à la tête de la Cellule interministérielle de crise Ukraine.

## Biographie

### Jeunesse et études
Joseph Zimet est licencié en histoire et diplômé de l'Institut d'études politiques de Paris (promotion 2000), où il a côtoyé Emmanuel Macron. Historien de la Résistance, il prépare une thèse de doctorat sur Jacques Bingen, compagnon de la Libération, qu'il doit soutenir en 2026,,.

### Parcours professionnel
Spécialiste des organisations non gouvernementales et des fondations philanthropiques, auxquelles il a consacré différents travaux, Joseph Zimet était entre 2004 et 2007 le responsable des relations avec les ONG à la direction de la stratégie de l'AFD.
Il enseigne entre 2005 et 2009 à l'IEP de Paris, où il anime un séminaire consacré à l'action internationale des fondations philanthropiques. En 2006, il consacre un ouvrage aux ONG, publié aux éditions Autrement, intitulé Les ONG, de nouveaux acteurs pour changer le monde.
Ancien membre du Parti socialiste, proche du courant de Dominique Strauss-Kahn, il a collaboré en 2004-2006 avec la fondation Jean-Jaurès, où il a notamment publié, en 2004, sous le pseudonyme de Franz Lauer, un recueil de chroniques sur la campagne présidentielle américaine, qu'il a couverte depuis Washington où il était en poste à l'ambassade de France.
À compter de 2009, il occupe les fonctions d'adjoint au directeur de la mémoire, du patrimoine et des archives au ministère de la Défense. À ce titre, il a été chargé en 2011, par le Président de la République, Nicolas Sarkozy, de la mission, confirmée par les deux présidents suivants, d'organiser les commémorations du centenaire de la Première Guerre mondiale. Après l'achèvement de celles-ci, il est nommé préfet chargé d'une mission de service public relevant du Gouvernement.
En août 2019, il est nommé directeur de la communication de l'Élysée par Emmanuel Macron. Il quitte le cabinet du président lors d'un remaniement de cabinet après la crise de Covid-19, et est remplacé par Clément Léonarduzzi. Le 3 septembre 2020, il est nommé préfet de Haute-Marne,.
Le 10 mars 2022, il est nommé à la tête de la cellule de crise sur l'accueil des réfugiés ukrainiens.

## Vie privée
Fils du chanteur-conteur yiddish Ben Zimet, il épouse en 2005 Rama Yade, future secrétaire d'État, avec laquelle il a un enfant, Jeanne, née en 2013. Ils sont désormais divorcés. Il est également le père de Judith, née en 2021 et de Hannah, née en 2023, qu’il a eu avec sa conjointe de PACS, Leila Phelouzat.

## Récompenses et distinctions

### Décorations
- Chevalier de l'ordre national du Mérite (2018)
- Médaille de la sécurité intérieure, or (2023)[15]
- Officier de l’Ordre du Mérite de la République fédérale d’Allemagne (2020)